# Bitva u Atuatuka
Bitva u Atuatuca byla jednou z bitev galských válek Julia Caesara, která se odehrála v říjnu roku 54 př. n. l. v údolí řeky Le Geer u Atuatuka, pravděpodobně dnešního města Tongeren. Římská legie a pět kohort pod velením římských legátů Tituria Sabina a Lucia Cotty zde byly kmenem Eburonů pod vedením svých vůdců Ambiorixe a Cativolca lstí poraženi a až na výjimky všichni zabiti.

## Předehra

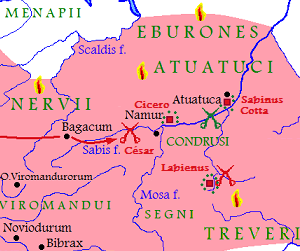
Rozmístění zimních táborů Tita Labiena, Tullia Cicera, Tituria Sabina a Lucia Cotty v povodí řek Sabis a Mose

V roce 54 př. n. l. se Caesarovy římské legie vracely z druhé výpravy z Británie a v severní Galii se rozhodly přezimovat. V tomto roce bylo kvůli suchu málo úrody a tak římské legie byly nuceny zimovat odděleně na území několika galských kmenů, souhrnně nazývanými Belgové. Římský vojevůdce Titus Labienus se utábořil na území Remů, kteří byli spojenci Římanů, přesto musel odolávat Indutiomarovi, vůdci sousedního kmene Treverů, který římský tábor opakovaně napadal a nabádal k revoltě i Eburony. Nově vyčleněné legii a kohortám byly ze severní Itálie od řeky Pád vysláni nový legáti Titurius Sabinus a Lucius Cotta. Tato legie s kohortami se utábořila nedaleko Atuatuca na území Eburonů. I zde byl nedostatek potravin a tento nedostatek byl příčinou prvních konfliktů mezi oběma stranami.

## Před bitvou
Vůdce Eburonů Ambiorix a jeho kmeny napadli a zabili několik římských vojáků, kteří sbírali dřevo v lese okolo tábora. Přeživší vojáci utekli zpět do tábora, následováni Ambiorikem a jeho válečníky. Když se Římané začali bránit, tak se Ambiorix s nimi dohodl na vyjednávání. Jeho vyjednávání bylo lstí, kterou chtěl římské jednotky vylákat z opevněného tábora. Římským vyjednávačům Quintu Juniovi a Gaiovi Arpineiovi namluvil, že počet bojovníků jeho kmene je velmi malý a spíše jedná pod tlakem ostatních kmenů, které byly odhodlány bránit svá území před římskou nadvládou. Tvrdil, že velké kmeny Germánů jsou rozhněvány úspěchy Julia Caesara a porážkou jejich vůdce Ariovista, a že se v brzké době chystají překročit řeku Rýn a zaútočit na římská ležení. Ambiorix římským jednotkám nabízel volný odchod a spojení se s blízkými legiemi Tita Labiena nebo Tullia Cicera, aby mohli lépe odolat hrozící germánské přesile. S těmito zprávami se Quintus Junius a Gaius Arpineius vrátili do římského tábora, kde byla vytvořena vojenská rada za účasti velících vojáků. Sabinus a Cotta zaujali rozdílná stanoviska. Cotta argumentoval tím, že by neměli bez příkazů Caesara tábor opouštět. Poukazoval na to, že v minulosti se ukázalo, že římská opevnění Germánům vždy odolala, že mají dostatek zásob, snadno dosažitelnou pomoc v podobě dalších legií a že by neměli věřit zprávám ani radám nepřátelských Eburonů. Naopak Sabinus se domníval, že Germáni vědí o Caesarově cestě do Itálie a tudíž si určitě dovolí překročit řeku Rýn. Poté se k nim připojí i Eburoni a další kmeny Belgů a zaútočí na jejich ležení. Byl přesvědčený, že nyní nepočetný kmen Eburonů se neodváží k útoku na jejich jednotky. Navíc prohlásil, že se raději spojí s blízkými legiemi, než aby riskoval vyhladovění v oblehlém táboře. Velící důstojníci se nakonec přiklonili k Sabinovu názoru. Římský tábor v Atuatuku se rozhodli opustit a přidat se k legiím Tita Labiena. Cotta byl nucen ustoupit.

## Bitva
Římané strávili noc balením a přípravou na cestu z tábora, jakmile se rozední. Eburoni vedení Ambiorikem a Cativolcem se ukryli v okolním lese. Ráno se Římané vydali na cestu v dlouhém průvodu, obtěžkáni více než obvykle, opustili tábor. Když větší část dlouhého průvodu vstoupila do údolí, tak je Eburoni napadli z obou stran a snažili se celý dlouhý průvod rozdělit. Caesar ve svých Zápiscích o válce galské poznamenal, že Sabinus ztratil mysl, běhal od jedné kohorty k druhé a vydával nesmyslné příkazy. Cotta si naopak udržel chladnou hlavu a vykonával svou funkci jako správný vojevůdce. Kvůli délce vojenského průvodu ani jeden z nich nemohl efektivně vydávat příkazy, přesto se snažili dostat kohorty do obranných čtverců. Během jednoho z útoků byl Cotta zraněn šípem do zad a tak Sabinus se rozhodl znovu vyjednávat s Ambiorikem o římské kapitulaci výměnou za volný průchod, což zraněný Cotta odmítl a pokračoval v boji. Sabinus přesto začal s Ambiorikem vyjednávat. Ambiorix během vyjednávání Sabinovi sliboval život a bezpečí pro jeho vojska, ale ve skutečnosti jen Sabina rozptyloval dlouhým projevem, během něhož Eburoni římské jednotky obklíčili a pak hromadně zaútočili a Římany ubili. Během útoku byl zabit i Sabinus a Cotta. Jen nepatrný zbytek římských vojáků utekl zpátky do tábora, kde si pomohli navzájem. Pouze několik Římanů se vydalo na cestu hustými lesy, aby informovali Tita Labiena o této katastrofě. V bitvě padla celá římská legie a pět kohort, celkem přes 6000 Římanů. Eburonské ztráty nejsou známé.

## Po bitvě
Po bitvě se Ambiorix pokusil vyvolat vzpouru na území Belgů. Sám se svými lidmi zaútočil na legie na území Nerviů, kterým velel Quintus Tullius Cicero (mladší bratr Marca Tullia Cicera), kde se pokusil použít stejný trik, jako u Atuatuka, ale nebyl v útoku úspěšný. Titus Labienus, velitel IV. legie, který byl neustále napadán Indutiomarem zjistil, že se Treveři také vzbouřili a vyzvali ke vzpouře i Senony a germánské kmeny na druhém břehu Rýna. Titus Labienus tomuto obléhání odolal a při jedné potyčce jeho vojska vůdce vzbouřenců, Indutiomara zabili. Jeho spojenci utekli přes řeku Rýn. Caesar cestu do Itálie odložil a vydal se do Cicerova ležení, aby na jaře následující rok podnikli trestnou výpravu a pomstili smrt Sabiena i Cotta. Území Eburonů zcela zničil, kdo neutekl do lesů, ten byl zavražděn, vesnice vypálené, dobytek zabit a zničené byly i pole s úrodou. Vůdci vzpoury nebyli dopadení. Cativolcus byl velmi starý, slabý a neschopný uniknout římským jednotkám, proto rituálně Ambiorika proklel za podněcování ke vzpouře a poté spáchal sebevraždu, vypitím šťávy z tisu. Když bylo území Eburonů zničeno, postavil Julius Caesar během deseti dnů přes řeku Rýn dřevěný most, aby potrestal germánské kmeny za pomoc Treverům. Ambiorikovi se podařilo překročit Rýn do Germánie a zmizet beze stopy.